# 25 & Alive Boneshaker
25 & Alive Boneshaker es un DVD en vivo donde se celebra el aniversario 25 de la banda británica Motörhead en un concierto en Brixton Academy, el 22 de octubre de 2000. Este se lanzó en un CD titulado Live At Brixton Academy.
El DVD también contiene una sesión acúsica grabada en los IHT Studios, Clapham, algunos archivos cinematográficos de Motörhead, entrevistas con la banda y sus invitados, y canciones tomadas en Wacken Open Air el 4 de agosto de 2001.

## Disco de oro
En junio de 2008, Motörhead recibió un disco de oro por superar en Alemania las 25 000 copias del DVD 25 & Alive Boneshaker.

## Lista de canciones
1. «We Are Motörhead»
2. «No Class»
3. «I'm So Bad (Baby I Don't Care)»
4. «Over Your Shoulder»
5. «Civil War»
6. «Metropolis»
7. «Overnight Sensation»
8. «God Save The Queen»
9. «Born to Raise Hell»
10. «The Chase Is Better than the Catch»
11. «Stay Out of Jail»
12. «Dead Men Tell No Tales»
13. «You Better Run»
14. «Sacrifice»
15. «Orgasmatron»
16. «Going to Brazil»
17. «Broken»
18. «Damage Case»
19. «Iron Fist»
20. «Killed by Death»

Encores:
21 «Bomber»
22 «Ace of Spades»
23 «Overkill»
- Fuente:[1]

## Invitados especiales
- "Fast" Eddie Clarke (ex-Motörhead, ex-Fastway) en «The Chase Is Better than the Catch» y «Overkill».
- Todd Campbell (hijo de Phil Campbell, S.K.W.A.D.) en «Killed by Death».
- Paul Inder (hijo de Lemmy) en «Killed By Death».
- Whitfield Crane (ex-Ugly Kid Joe, ex-Medication) en «Born to Raise Hell».
- Doro Pesch (ex-Warlock) en «Born to Raise Hell».
- Brian May (Queen) en «Overkill».
- Ace (ex-Skunk Anansie) en «Overkill».

## DVD
- El concierto de Brixton mezlado en Dolby 5.1
- Estrevistas detrás del escenario
- Seis temas del Wacken Festival (2001) en Alemania
- Fotos de miembros de Motörhead, pasado y presente
- Lemmy y Phil tocando «Ain't No Nice Guy»
- Tomas en diferentes ángulos durante «I'm So Bad (Baby I Don't Care)»
- Páginas HTML de artículos sobre la banda